# Magia negra

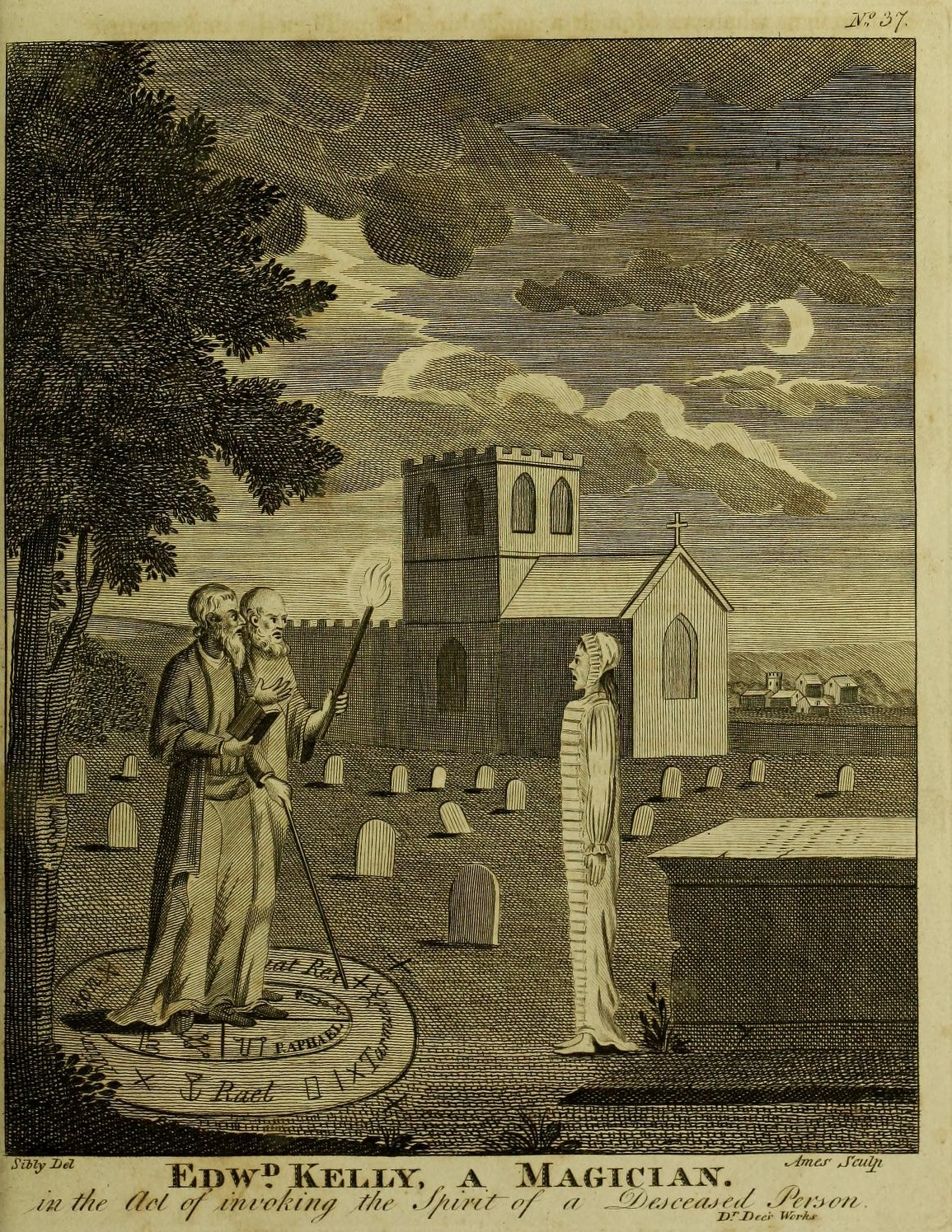
John Dee e Edward Kelley dentro de um círculo mágico evocando um espírito em um cemitério.

A magia negra, ou feitiço, é a aplicação de crenças, rituais ou ações empregadas na convicção de que elas podem subjugar ou manipular seres e forças naturais ou sobrenaturais com intenções e processos malévolos. É qualquer tipo de magia que se utiliza da sombra, e não da luz, para alcançar seus objetivos. A aplicação é realizada de várias maneiras por aqueles que creem em sua possibilidade e eficácia, que vão desde a performance de rituais, complexos cerimoniais (como as do ritual satânico laveyano e da goécia medieval), quanto gestos simbólicos cotidianos de malícia, inveja ou outra emoção negativa direcionada (como o famoso mau-olhado). 
Na terminologia dualística conhecida como caminho da mão esquerda e caminho da mão direita ou via sinistrae  e via dexterae, respectivamente, a magia negra seria a simbólica "mão esquerda", com a "mão direita" a da magia branca ou benevolente. Não raro, alguns críticos hoje concluem que o termo magia negra é mais utilizado como um pejorativo para qualquer prática mágica que um determinado indivíduo ou grupo que pratica magia desaprovam.

## Definição
O termo sob a forma "magia negra" parece ser moderno, remetendo a um simbolismo de impureza ritual derivado de culturas religiosas desde o Antigo Oriente Próximo, em contraste à pureza associada à claridade. Uma origem pode ser traçada à palavra "nigromancia" (em latim: nigromantia, "artes negras"; do latim niger, negro), encontrada na Idade Média desde o século XIII, contando com referência no grimório Picatrix a partir da tradução do árabe sihr. Inicialmente era um termo distinto de "necromancia", esta última sendo considerada diabólica. A divisão sobre uma magia considerada ou benéfica, ou maléfica é encontrada em diversos povos pré-modernos, como na China, incluindo a ansiedade sobre o conceito que se tornou convencionalmente referido pelo termo "magia negra".

O termo magia negra engloba um amplo e difuso conjunto de diversos sistemas mágicos de origens diversas, que puxa elementos de diversas tradições e culturas não necessariamente malévolos ou religiosos, podendo muitos serem culturais ou mesmo proto-científicos. Muitos casos de magia negra são, de fato, deturpações feitas por ignorância ou por deliberado deboche e blasfêmia, como o uso da palavra Shemhamphorash da cabalá semítica no ritual satânico laveyano. Elementos étnicos que compõem a magia negra incluem, mas não limitados a, resquícios de simbólicas e ritualísticas religiosas e culturais de povos de todas as partes do mundo, como sumérios, acadianos, amorreus, assírios, caldeus, mesopotâmicos, persas, egípcios, fenícios e ainda africanos, asiáticos, polinésios, bem como europeus gregos, romanos, celtas ou escandinavos.

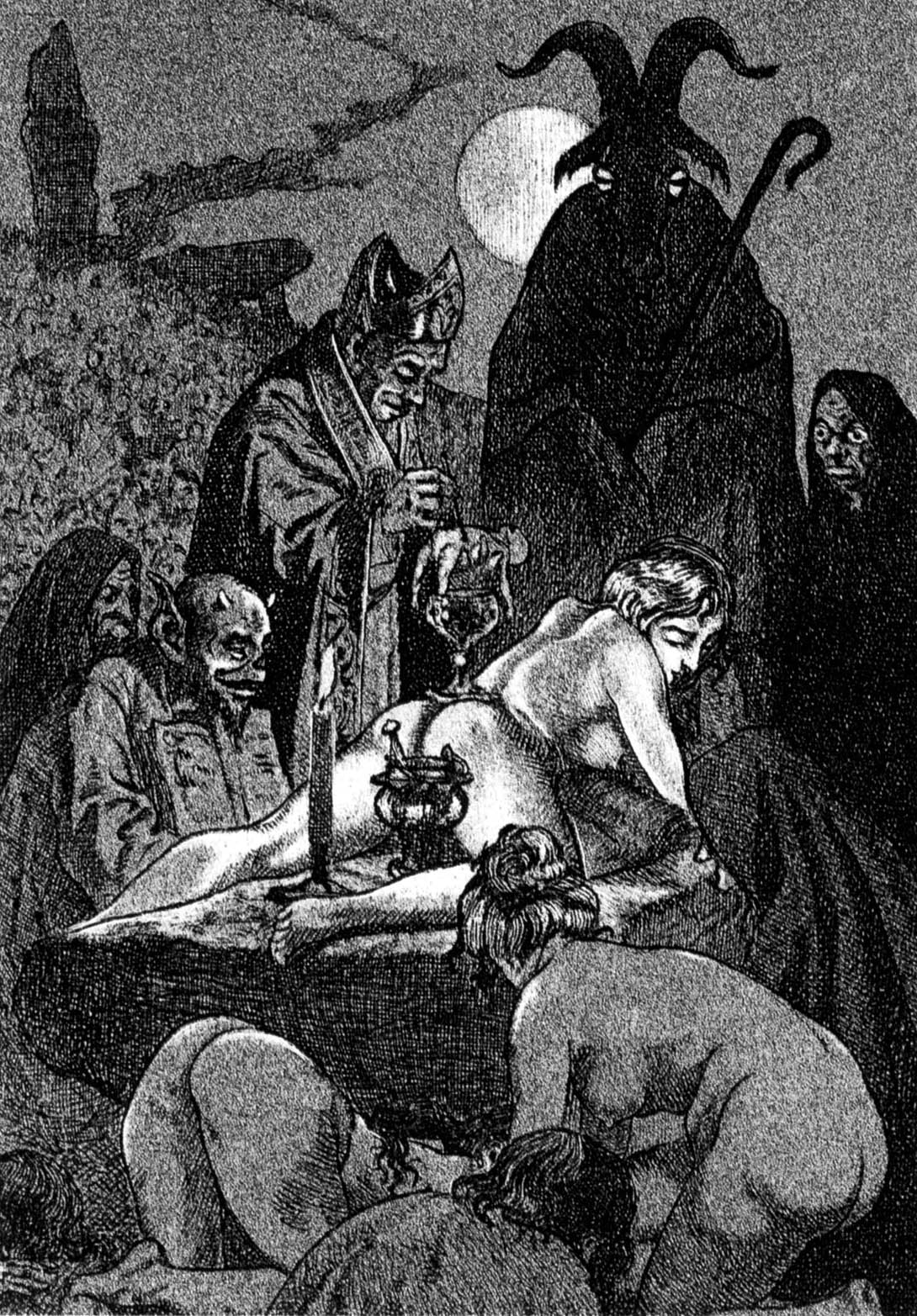
Ilustração de Martin Van Maele de bruxas em um sabbat (1911)

A magia negra também está ligada a correntes do hermetismo e possui uma ramificação originária da antiga cabalá judaica denominada goécia, esta crê-se ser uma prática de magia que foi revelada por Deus ao rei Salomão permitindo que ele invocasse 72 anjos e demônios e sobe seu controle executassem todos os seus anseios, através desta magia acredita-se originar toda a riqueza e a sabedoria que imortalizaram Salomão. A magia negra ainda pode confundir com satanismo, porém este é outro sistema oculto, que se ocupa pela adoração ou realização de pactos ou acordos com satanás ou Lúcifer. Em todos esses diversos sistemas mágicos há invocações de espíritos, anjos e demônios que sobre a autoridade mágica do mago deverá responder à perguntas, revelar passado, presente e futuro e até mesmo intervir no mundo e em seus acontecimentos em favor do mago.
Alguns estudiosos, como Carroll Poke Runyon, destacam que na realidade essas formas de manifestações mágicas são conduzidas completamente segundo a vontade do mago, que este deve ser firme em suas convicções e que jamais deve-se recorrer a essas práticas para fazer mal a terceiros. Nesta concepção, a magia negra é uma forma de manifestação sobrenatural controlável apenas por adeptos treinados e, portanto, não poderá ser operada por pessoas que tendenciam-se ao vício, à degradação e ao egoísmo, pois caso contrário se ia estar concedendo um poder muito grande a quem não pode controlá-lo o que é tanto perigoso a terceiros quanto ao próprio indivíduo. Os indivíduos que iniciam as suas práticas neste campo invocam essas entidades em grandes cerimoniais ritualísticos, e uma vez diante dessas entidades consultam o passado, presente e futuro, buscam aprofundamento no conhecimento oculto e podem pedir alguma vantagem ou coisa que o valha. A invocação de supostas entidades dos gêneros angélico, demoníaco, elemental e espiritual são práticas comuns da magia negra. Já as práticas do vodu, do candomblé constituem outro tipo de magia muito peculiar aos povos de origem africana, e nessas religiões a magia negra não está direcionada para fazer o bem ou o mal, bem e mal são conceitos que se referem à atitude, à atividade e à conduta humana, bem e mal na realidade representam limites da ética.